# Дан јавног сервиса Уједињених нација
Дан јавних служби Уједињених нација обележава се 23. јуна сваке године. Дан јавних служби УН-а је одређен резолуцијом Генералне скупштине Уједињених нација А/РЕС/57/277, усвојеном 20. децембра 2002. године, да се „прослави вредност и врлина јавног служења заједници “. Економски и социјални савет Уједињених нација утврдио је да се Награде за јавне службе Уједињених нација додељују на Дан јавних служби за доприносе циљу јачања улоге, престижа и видљивости јавне службе.

## Прокламација
Дана 20. децембра 2002. године, Генерална скупштина Уједињених нација прогласила је Дан јавних служби Уједињених нација резолуцијом 57/277. Циљ је да се прослави вредност јавне службе, препозна се рад државних службеника и подстакне посвећеност младих у јавном сектору.